# سراغة نتنة نويع حمراء الأوراق
السَراغَة النَتِنَة نويع حمراء الأوراق (باللاتينية: Crepis foetida subsp. rhoeadifolia (M. Bieb.) Čelak.) نويع (أو تحت نوع) نباتي يتبع نوع السراغة النتنة جنس السراغة من الفصيلة النجمية.

## البيئة والانتشار
موطنه بلاد الشام وتركيا والقوقاز ومعظم مناطق أوروبا باستثناء أقصى شمالها.

## مرادفات للاسم العلمي
- السَراغَة حمراء الأوراق (باللاتينية: Crepis rhoeadifolia M. Bieb.)
- (باللاتينية: Barkhausia rhoeadifolia (M. Bieb.) Rchb.)
- (باللاتينية: Barkhausia byzantina DC.)
- (باللاتينية: Crepis nemetzii Rech. f.)
- (باللاتينية: Crepis nestmeieri F. Herm. & Degen)
- (باللاتينية: Crepis stribrnyi Velen.)